# Lijst van Azerbeidzjaanse eilanden
Azerbeidzjan heeft veel eilanden voor de kust in de Kaspische Zee liggen. De meeste eilanden horen bij het Bakoe Archipel.

## Bakoe Archipel
- Böyük Zirəof Nargin
- Daş Zirə of Vulf
- Qumeiland of Peschany
- Tava-eiland of Plita

### Eilanden die niet in de baai liggen
- Adsiz Ada
- Chikil
- Gil
- Kura-eiland
- Kura Steen
- Qara Su
- Qutan
- Sangi Mugan
- Xara Zira
- Zenbil

## Eilanden die niet in het Bakoe Archipel liggen
- Chilov
- Pirallahi-eiland